# نفرو رع
نفرو رع (انگلیسی: Neferure؛ ‏مصری باستان: Nfrw-Rꜥ) یک شاهزاده مصری از دودمان هجدهم مصر باستان بود. او دختر دو فرعون، حتشپسوت و تحوتموس دوم بود. نفرو رع در مقامات عالی‌رتبه دولتی و اداری مذهبی مصر باستان خدمت کرد.

## خانواده
نفرو رع تنها فرزند شناخته‌شده فرعون تحوتموس دوم و همسر بزرگ سلطنتی‌اش حتشپسوت بود. او نوه تحوتموس یکم و خواهر ناتنی تحوتموس سوم بود. این احتمال وجود دارد که نفرو رع با برادر ناتنی‌اش، تحوتموس سوم ازدواج کرده باشد، اما هیچ مدرک قطعی از چنین ازدواجی وجود ندارد. پسر یک پادشاه به نام «امنمحات» (ب) در سال ۲۴ از سلطنت تحوتموس سوم به عنوان ناظر گله‌ها منصوب شد، و این شاهزاده ممکن است فرزند نفرو رع بوده باشد. با این حال، اشاره شده است که اگر نفرو رع به عنوان همسر بزرگ سلطنتی تحوتموس سوم تبدیل شده بود، باید با آن عنوان در منابع ثبت می‌شد، که هیچ مدرکی در این مورد وجود ندارد.

## زندگی
نفرو رع در دوران سلطنت فرعون تحوتموس دوم به دنیا آمد. در معبد کَرنَک نفرو رع همراه با تحوتموس دوم و حتشپسوت تصویر شده است. تحوتموس دوم احتمالاً پس از تنها سه سال سلطنت درگذشت. وارث تاج و تخت یعنی تحوتموس سوم، هنوز خردسال بود و حتشپسوت به عنوان نایب‌السلطنه او خدمت می‌کرد، اما از سال هفتم سلطنت او به وضوح مستند است که حتشپسوت  نقش فرعون را بر عهده گرفت و تا مرگ خود، بیش از بیست سال به حکومت ادامه داد.
نفرو رع توسط برخی از مشاوران مورد اعتماد حتشپسوت تربیت شد، در ابتدا احموس پن-نخبت، که در دوران چندین فرعون پیشین خدمت کرده بود و احترام زیادی داشت. در مقبره‌اش ادعا می‌کند:
«به من، همسر خدا بارها لطف داشته است، همسر بزرگ پادشاه «ماعت کا رع» عدالت‌بخش؛ من بزرگ‌ترین دخترش، شاهزاده نفرو رع را تربیت کردم، در حالی که او (هنوز) کودکی شیرخوار بود.»

## مرگ
ممکن است نفرو رع در دوران سلطنت مادرش درگذشته باشد. نام او در اولین مقبره سنموت ذکر شده است که او آن را در سال هفتم سلطنت ساخته بود. همچنین در یک سنگ یادبود متعلق به سال یازدهم در سرابیط الخادم تصویر شده است، اما نام او کاملاً در نوشته‌های دومین مقبره سنموت که مربوط به سال شانزدهم سلطنت حتشپسوت است، غایب است. هیچ مدرکی پیدا نشده است که نشان دهد نفرو رع با تحوتموس سوم ازدواج کرده باشد، اما تحقیقاتی وجود دارد که نشان می‌دهد او ممکن است با تحوتموس سوم ازدواج کرده و مادر پسر ارشد او بوده است. در دو تصویر نام سات یاح به عنوان همسر تحوتموس سوم ثبت شده است و به نظر می‌رسد که جایگزین نام نفرو رع شده باشد که نام اصلی ثبت شده بود؛ یکی از این تصاویر با عنوان «همسر بزرگ سلطنتی» و دیگری با «همسر خدا» همراه است، عنوانی که سات یاح بعدها در دیگر کتیبه‌ها نیز به آن اشاره شده است. با این حال، تمامی عناوینی که به نفرو رع نسبت داده شده‌اند، در مورد سات یاح وجود ندارد.

## دفن و مقبره
مقبره‌ای که به احتمال زیاد برای نفرو رع ساخته شده بود، توسط باستان‌شناس هاوارد کارتر در وادی C از جبانت القُرود در غرب اقصر، که بخشی از وادی‌های غربی مرتبط با دره ملکه‌ها است، در بالای یک صخره یافت شد. ارتباط این مقبره با نفرو رع بر اساس وجود یک کارتوش عمودی فرسوده که نام او را بر روی صخره در زیر ورودی مقبره حک کرده‌اند، استوار است. خود مقبره شامل یک راهرو است که به یک اتاق کشیده منتهی می‌شود، و یک راهرو دوم به سمت راست رفته و به یک بخش و یک طاقچه می‌رسد؛ این مقبره عمدتاً خالی بود. مشخص شد که مقبره مورد استفاده قرار گرفته است، زیرا سقف آن صاف شده و دیوارها گچ‌کاری شده‌اند؛ ردهایی از رنگ‌های اوکر و زرد قابل شناسایی بود. باستان‌شناسانی که مقبره را بررسی کردند، اطمینان داشتند که نفرو رع بعد از مادرش حتشپسوت زنده نبوده است. به‌طور جایگزین، ممکن است مقبره او در وادی A، نزدیک به مقبره‌ای که برای حتشپسوت به عنوان همسر بزرگ سلطنتی کنده شده بود، قرار داشته باشد.